# 閩語白話文
閩語白話文（簡稱閩白或閩文）是一種符合閩語語法、詞彙、句式，混用傳統漢字和閩語漢字行文的閩語書寫系統。
1919年五四運動之後，北方漢語白話文運動取得成功，以符合官話口語詞彙、語法的現代漢語白話文逐漸取代了與口語脫離的文言文。與此同時，中國各地方語言都相繼出現了各自的中文書面語。在民間閩語白話文也得以延續並在民間廣泛使用，例如閩劇劇本和其它書籍等。
閩文使用傳統漢字和民間專門為書寫閩語而創制的閩語漢字書寫。經過長期發展，閩語行文已經趨於成熟，閩語成文一般情況沒有什麼問題。對於閩語使用者而言，閩文達意優於現代漢語白話文，因為後者與閩語詞彙、文法脫離，表達某些意境或精確紀錄閩語原話的時候會造成某些失真。

## 歷史
在20世紀以前，中國的標準書面語是文言文，語法和詞彙的根據是上古漢語。這種書寫形式維持了二千多年，和實際口語的差別愈來愈大。從十七世紀開始，明朝的小說開始有出現以當時的口語直接入文，部份如《水滸傳》更應用了地方方言，可說是白話文的先聲。20世紀初，中國改革人士如胡適看到有必要改革中文，因此開始了白話文運動，以達到文字和口語一致。北方官話有大量使用者，獲選作新的漢語白話文，但以官話為標準的白話文和粵語差距頗大，無論文法、字義、常用詞語和諺語皆有出入，故此在福建出現了以閩語口語直接入文的閩語白話文。一些在官話白話文中沒有的字詞，又或者已遺忘的古字，往往需要假借同音或近音的字，甚至創造新字。
閩語白話文目前最早的考證是在大清乾隆十五年（1750年）開始出現，是來自於福州評話刻本的《七星白紙馬》。在此之前的大明時期出現了公眾場所演唱的伬藝，伬藝的歌詞裡就保留非常多的閩語白話文體，在福州、福寧等地流行。大清同治十二年（1873年），又創作出《天文問答》書籍，該書籍使用了大量的閩語白話文書寫。
十九世紀來福州府的傳教士懷德（M. C. White）在回憶錄中有寫道：「福州街邊書攤上租售的民間讀書大多是方言漢字書寫。」。可見，在當時用閩語字來書寫閩語白話文的讀物已經形成一定規模，並且具有一定的福州市場規模。
民國三十八年（1949年）前，閩語白話文在福建、台灣和海外閩僑的之間已經非常盛行，但中國大陸自中华人民共和国成立以後，普通話成為全國標準語言並逐漸推廣全國，故此閩語白話文並沒有得到重視，但直至今日仍然有不少閩語人使用。福州的閩劇劇本和評話至今還在使用閩語白話文書寫。

## 代表作品

### 文學
- 戲曲文學：貽順哥燭蒂、鄭唐傳、紅裙記、揀茶記、荔枝換降桃、雙碟扇、貶官記、甘國寶、王連連拜香
- 歌謠文學：福州歌謠甲集（真鳥囝、月光光、祭灶祭葫蘆（祭灶歌）等）
- 教會文學：聖經舊約：初集、聖經新約全書、天文問答
- 課本文學：日華對譯福州語、日閩會話、閩語入門

### 字詞典
- 閩英辭彙（陳立鷗、羅傑瑞　合編，1965年）
- 福州方言詞典（李如龍、梁玉璋、鄒光椿、陳澤平編，1994年）
- 福州方言詞典（馮愛珍著，1998年）
- 福州八音字典（施文鈴著，2013年）
- 福州語音字典（涂禎樑著，2010年）
- 福州八音字典（施文鈴著，2013年）
- 福州方言大詞典（陳澤平、林勤著，2020年）
- 現代福州八音字典（盧美松著，2020年）

## 外部連結
- 真理三字經 （页面存档备份，存于）
- 伬藝：福州人为什么七溜八溜不离虎纠？ （页面存档备份，存于）
- Vinida Weng - Mojiadai (Official Lyric Video) （页面存档备份，存于）
- Vinida Weng - WAIYA! (Official Music Video) （页面存档备份，存于）
- 福州方言单曲《七溜八溜WAIYA》歌词正字 （页面存档备份，存于）
- 福州话歌曲《谢天》MV｜含正字与拼音字幕